# Bulletin du Muséum d'Histoire Naturelle
Bulletin du Muséum d'Histoire Naturelle (abreviado Bull. Mus. Hist. Nat.) es una revista editada por el Museo Nacional de Historia Natural de Francia. Se editaron doce volúmenes en los años 1895-1906. Fue sustituido en el año 1907 por Bull. Mus. Natl. Hist. Nat..